# Homme d'osier
Ne doit pas être confondu avec Vannier (métier).

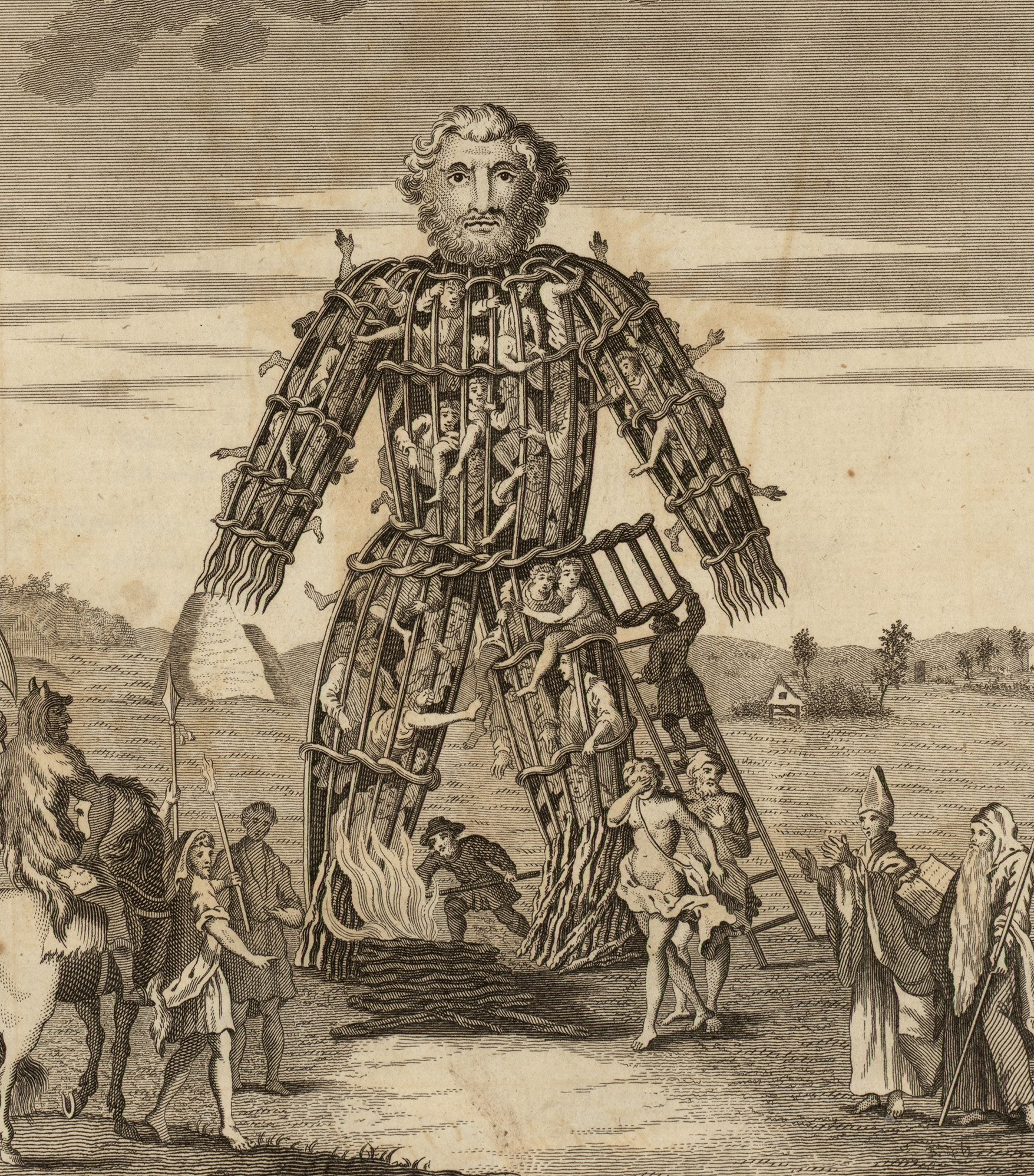
Illustration du XVIIIe siècle représentant un homme en osier. Gravure tirée de A Tour in Wales par Thomas Pennant.

Un homme d'osier est selon Jules César une grande effigie en osier dans laquelle les druides (prêtres du paganisme celtique ) sacrifiaient des humains et des animaux en les brûlant. 
Il existe des preuves archéologiques de sacrifices humains parmi les peuples celtes, bien que rares. Les anciennes sources gréco-romaines sont maintenant considérées avec scepticisme, il est probable qu'elles ont cherché à colporter toute information bizarre et négative sur les Celtes, car cela leur profitait,.
Le film d'horreur britannique The Wicker Man (1973) a introduit l'homme en osier dans la culture populaire. Récemment, des hommes en osier (sans sacrifices humains ni animaux) ont été brûlés lors de certaines cérémonies néo-païennes et de festivals tels que Burning Man.

## Témoignages anciens

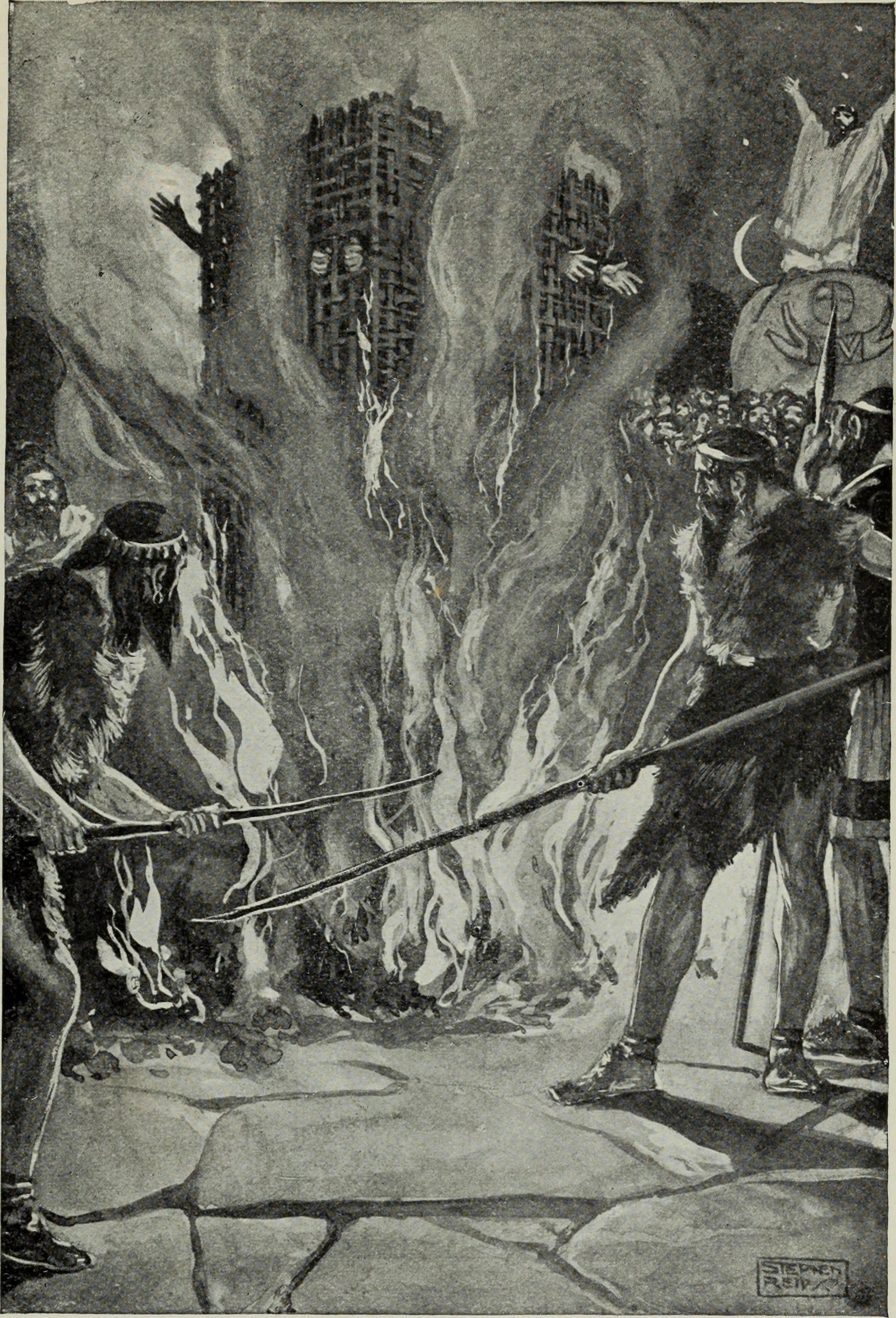
Illustration des sacrifices humains en Gaule tirée des Mythes et légendes ; la race celtique (1910) de TW Rolleston

Alors que d'autres écrivains romains de l'époque décrivaient les sacrifices humains et animaux chez les Celtes, seuls le général romain Jules César et le géographe grec Strabon mentionnent l'homme en osier comme l'une des nombreuses façons dont les druides de Gaule effectuaient des sacrifices. Au milieu du Ier siècle av. J.-C., César écrit dans son Commentaire sur la guerre des Gaules qu'une grande figure humaine en osier était remplie d'hommes vivants et incendiée,. Il écrit que les criminels étaient les victimes préférées, mais que des innocents pouvaient également être brûlés s'il n'y avait pas de criminels. Écrivant un peu plus tard, Strabon dit dans sa Geographica que des hommes et des animaux ont été brûlés dans une grande figure de bois et de paille, bien qu'il ne précise pas si les victimes ont été brûlées vives. Il ajoute que les cendres étaient censées aider les cultures à pousser.
Également au Ier siècle av. J.-C., l'historien grec Diodorus Siculus a écrit dans sa Bibliotheca historica que les Celtes sacrifiaient des captifs humains et des animaux en les brûlant sur d'énormes bûchers avec les premiers fruits de l'année. Diodore  et Strabon  pourraient avoir copié leurs informations sur l'historien grec Posidonius, dont les travaux n'ont pas survécu,.
Au Ier siècle, l'écrivain romain Lucain mentionne des sacrifices humains aux dieux gaulois Ésus, Toutatis et Taranis. Dans un commentaire sur Lucain - le Commenta Bernensia datant du IVe siècle et plus tard - un auteur anonyme a ajouté que les sacrifices à Taranis étaient brûlés dans un récipient en bois,.
Il existe des preuves archéologiques de sacrifices humains parmi les peuples celtes, bien que rares. Il existe également des preuves de sacrifices d'animaux, parfois par brûlage. Certains historiens et archéologues modernes soulignent que les anciens récits gréco-romains doivent être considérés avec circonspection, car il aurait pu leur être avantageux de transmettre toutes informations bizarres et négatives à propos des Celtes leurs ennemis. Leur désir de décrire les peuples celtes comme des barbares a peut-être conduit à des exagérations, voire à des mensonges.

## Époque moderne
Il existe des témoignages de grandes figures de vannerie brûlées en France aux XVIIIe siècle et XIXe siècle. Wilhelm Mannhardt a rapporté qu'un géant en vannerie était brûlé chaque soir de la Saint-Jean en Brie. Jusqu'en 1743, une grande figure en osier représentant un soldat ou un guerrier était brûlée tous les 3 juillet rue aux Ours à Paris, pendant que la foule chantait Salve Regina. À Luchon, dans les Pyrénées, des serpents étaient brûlés vifs dans une haute colonne en osier ornée de feuilles et de fleurs la veille de la Saint-Jean. Des jeunes hommes armés de torches dansaient autour de la colonne en feu, et les citadins et le clergé chantaient des hymnes. Un Anglais qui a assisté à la cérémonie en 1890 a déclaré que l'effigie avait vaguement la forme d'une momie et mesurait environ 20 pieds de haut.
Le film d'horreur britannique The Wicker Man (1973) a introduit l'homme en osier dans la culture populaire moderne. Récemment, un homme en osier (sans sacrifices humains ni animaux) a été brûlé lors de certaines cérémonies néo-païennes, des festivals folkloriques, ainsi que des festivals tels que Burning Man aux États-Unis  et le Wickerman Festival en Écosse.
Dans le nord du Portugal, la traditionnelle fête de Caretos se termine par l'incendie d'une gigantesque effigie humaine munie de cornes pendant que des jeunes courent autour d'elle.